# إيما مكيون
إيما مكيون (ولدت في 24 أيار 1994) هي سباحة أسترالية. فازت بأربع ميداليات ذهبية واثنين برونزية في ألعاب الكومنولث عام 2014، بما في ذلك في 200 متر سباحة حرة وثلاثة ميداليات ذهبية. فازت بأربع ميداليات في الألعاب الأوليمبية الصيفية عام 2016 في ريو دي جانيرو، البرازيل.

## روابط خارجية
- إيما مكيون على موقع الاتحاد الدولي للسباحة (الإنجليزية)
- إيما مكيون على موقع الاتحاد الأسترالي للسباحة (مؤرشف)  (الإنجليزية)
- إيما مكيون على موقع SwimRankings.net (الإنجليزية)
- إيما مكيون على موقع اللجنة الأولمبية الدولية (الإنجليزية)
- إيما مكيون على موقع أوليمبيديا (الإنجليزية)
- إيما مكيون على موقع اللجنة الأولمبية الأسترالية (الإنجليزية)
- إيما مكيون على موقع اتحاد ألعاب الكومنولث (مؤرشف) (الإنجليزية)